# Koalicja PO-PSL
Koalicja PO-PSL – polska koalicja rządowa Platformy Obywatelskiej i Polskiego Stronnictwa Ludowego powstała po wyborach parlamentarnych z 21 października 2007 i z 9 października 2011 wygrywanych przez PO. Koalicja wystąpiła także w samorządzie, m.in. w większości sejmików województw (w latach 2006–2018, następnie w połowie województw i wspólnie z Nowoczesną, gdzieniegdzie też z innymi ugrupowaniami).

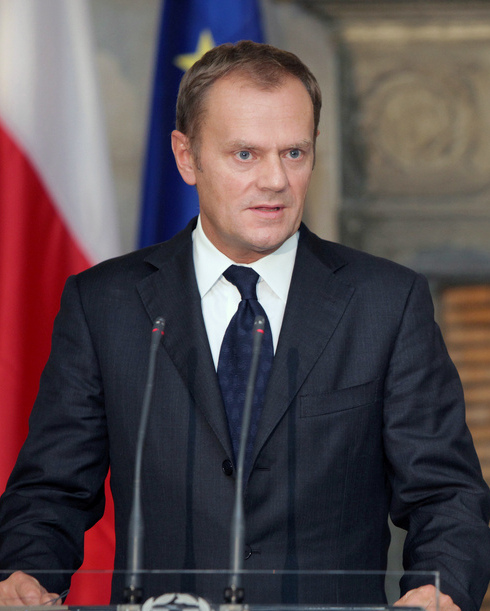
Premier w latach 2007–2014, Donald Tusk

## Koalicyjne rządy

### Koalicyjne rządy Donalda Tuska

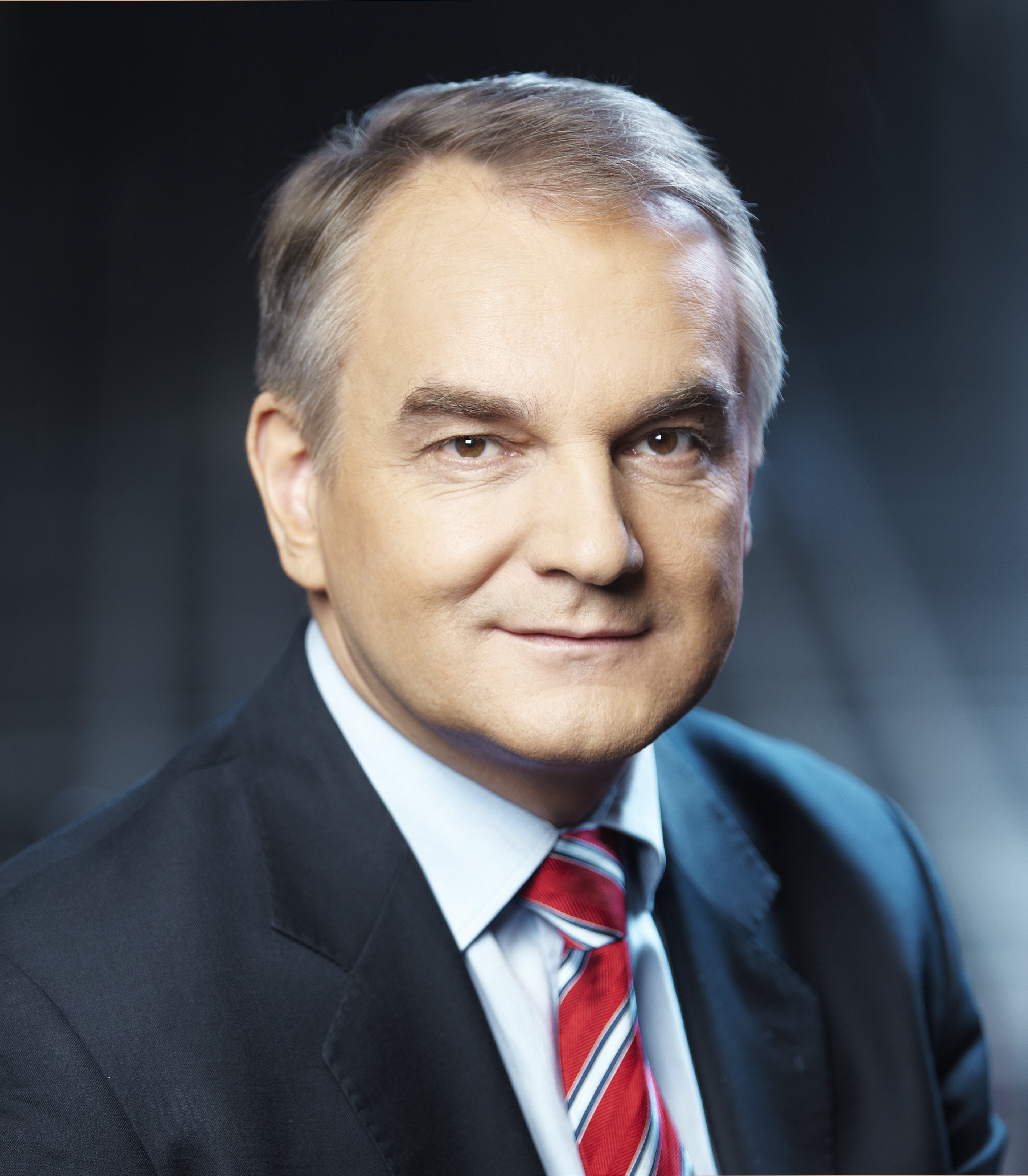
Wiceprezes Rady Ministrów i minister gospodarki w latach 2007–2012, Waldemar Pawlak

#### Pierwszy rząd
Uchwałą Sejmu z 24 listopada 2007 Rada Ministrów pod przewodnictwem Donalda Tuska otrzymała wotum zaufania. Za jego udzieleniem głosowało 238 posłów, przeciw opowiedziało się 204. Dwóch posłów wstrzymało się od głosu. Większość bezwzględna konieczna do uzyskania wotum zaufania wynosiła 223 głosy. Poparcia Radzie Ministrów udzieliły kluby parlamentarne Platformy Obywatelskiej i Polskiego Stronnictwa Ludowego. Przeciw były kluby Prawa i Sprawiedliwości oraz Lewicy i Demokratów.

#### Drugi rząd
Po kolejnych wyborach, uchwałą Sejmu z 19 listopada 2011, Rada Ministrów pod przewodnictwem Donalda Tuska ponownie otrzymała wotum zaufania. Za jego udzieleniem głosowało 234 posłów, przeciw opowiedziało się 211 a wstrzymało się dwóch. Większość bezwzględna konieczna do uzyskania wotum zaufania wynosiła 224 głosy. Poparcia Radzie Ministrów udzieliły kluby parlamentarne PO i PSL, a przeciw były kluby PiS, Ruchu Palikota i Sojuszu Lewicy Demokratycznej oraz klub Solidarna Polska.
PSL w obu rządach Donalda Tuska otrzymało 3 resorty: Ministerstwo Gospodarki, Ministerstwo Rolnictwa i Rozwoju Wsi oraz Ministerstwo Pracy i Polityki Społecznej.

### Koalicyjny rząd Ewy Kopacz

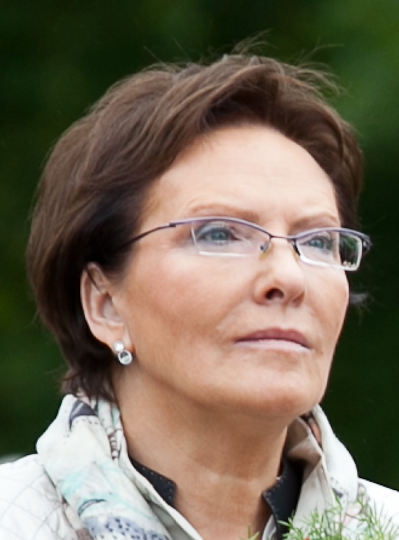
Premier w latach 2014–2015, Ewa Kopacz

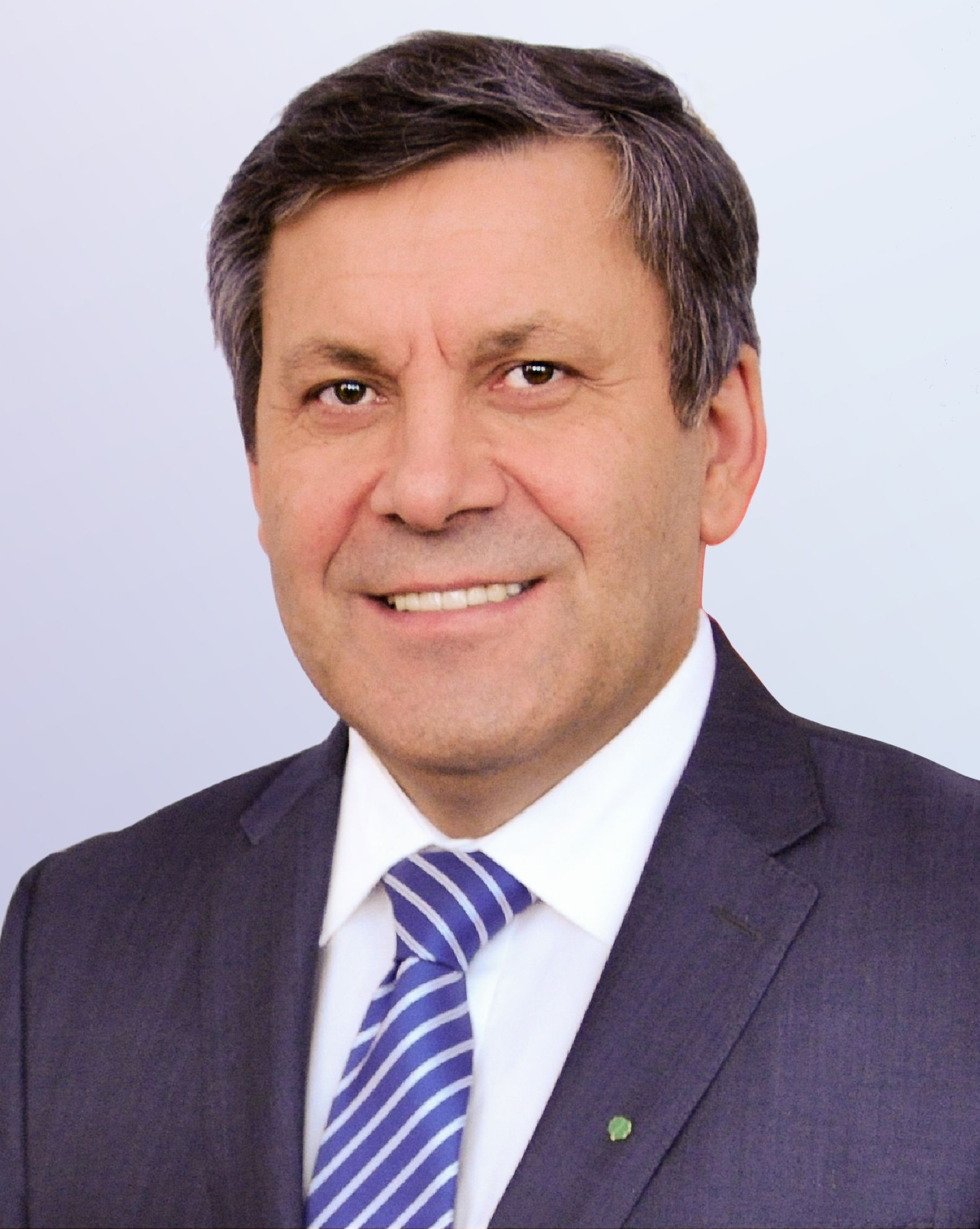
Wiceprezes Rady Ministrów i minister gospodarki w latach 2012–2015, Janusz Piechociński

Wskutek wyboru Donalda Tuska na stanowisko przewodniczącego Rady Europejskiej, 22 września 2014 został powołany nowy rząd koalicyjny PO-PSL, na czele którego stanęła dotychczasowa marszałek Sejmu Ewa Kopacz. Sejm udzielił wotum zaufania rządowi pod kierownictwem Ewy Kopacz w dniu 1 października 2014, na 76. posiedzeniu Sejmu RP. W głosowaniu wzięło udział 449 posłów, większość bezwzględna wynosiła 225. Za udzieleniem wotum zaufania głosowało 259 posłów, przeciw 183, wstrzymało się 7, a nie głosowało 11. Za udzieleniem wotum zaufania głosowały kluby PO, PSL i Twojego Ruchu, a przeciw były kluby Prawa i Sprawiedliwości i Sojuszu Lewicy Demokratycznej, a także klub Sprawiedliwa Polska. W rządzie Ewy Kopacz PSL ponownie otrzymało te same 3 resorty, co poprzednio.
Po wyborach samorządowych w 2014 koalicja PO-PSL objęła rządy w 15 sejmikach wojewódzkich.

## Po 2015 roku
W wyniku wyborów parlamentarnych w 2015 koalicja PO-PSL została odsunięta od władzy przez koalicję PiS-Polska Razem-Solidarna Polska (partie zasiadające w klubie parlamentarnym PiS). Po wyborach parlamentarnych w 2023 partie polityczne tworzące w latach 2007–2015 koalicję PO-PSL utworzyły koalicję KO-PSL-PL2050-NL nazywaną również koalicją KO-TD-NL.

## Koalicje samorządowe

Koalicje w sejmikach 2006–2010
Koalicje w sejmikach 2010–2014
Koalicje w sejmikach 2014–2018
Koalicje w sejmikach 2018–2024